# 후안호 카냐스
후안 호세 "후안호" 카냐스 구티에레스(스페인어: Juan José "Juanjo" Cañas Gutiérrez, 1972년 4월 17일, 안달루시아 주 로타 ~)는 스페인의 전직 프로 축구 선수로, 현역 시절 미드필더로 활약했다.
그는 현역 시절 대부분을 베티스에서 보냈는데, 그는 15년 넘는 기간 동안 400번이 넘는 경기에 출전했다.

## 클럽 경력
카디스 도 로타 출신인 카냐스는 베티스 소속으로 프로 무대에서 228번의 라 리가 경기에 출전해 10골을 기록했는데, 그의 첫 경기는 1994년 9월 4일, 0-0으로 비긴 로그로녜스와의 원정 경기였다. 그 전에, 그는 세군다 디비시온에 속한 안달루시아 연고 구단 소속으로 3년 동안 53번의 1군 경기에 출전했다. 그의 긴 베티스 시절에 정점을 찍었던 때는 코파 델 레이를 우승한 2005년으로, 그는 이 경기에서 선수단의 주장을 맡았다.
또한 카냐스는 2004-05 시즌에도 24번의 경기에 출전해 건재함을 과시했고, 리그에서 4위를 차지한 소속 구단은 챔피언스리그 예선전 진출권을 손에 넣었다. 2006년부터 2008년까지, 그는 하부 세군다 디비시온 B에 속한 또다른 남부 구단 알칼라에서 활약하다가 36세에 현역에서 은퇴했다.
그 후, 카냐스는 베티스에서 기술진으로 2년 근무했다.

## 사생활
카냐스의 조카 호세 또한 축구 선수이자 미드필더였다. 그도 현역 시절 대부분을 베티스에서 보냈다.

## 수상
베티스
- 코파 델 레이: 2004–05[2]